# Fransmän
Fransmän eller fransoser, femininform fransyskor, är personer med härstamning från Frankrike eller som har franska som modersmål. Valloner och schweizare med franska som modersmål brukar dock inte räknas som fransmän. I Kanada och USA finns det många franskättlingar.
Ordet "fransman" är belagt i svenska språket sedan 1540, medan ordet "fransos" är äldre i svenskan, belagt sedan 1400-talets första hälft. "Fransyska" finns inte förrän 1814.